# Nationaal KinderBomenBos

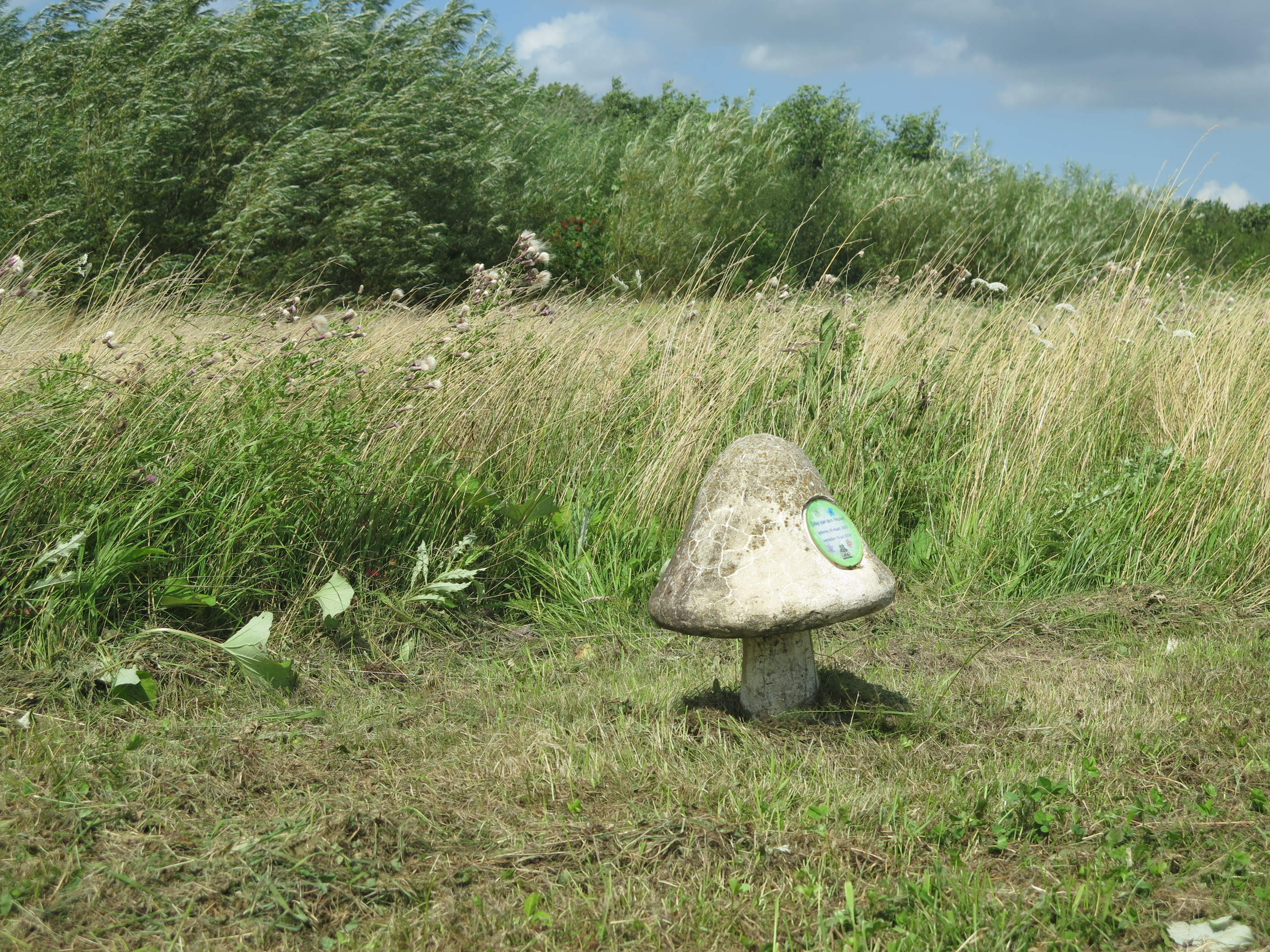
Gedenkplek in het Nationaal KinderBomenBos

Het Nationaal KinderBomenBos is een onderdeel van het Bentwoud en ligt in de Nederlandse gemeente Alphen aan den Rijn.
Het KinderBomenBos is een initiatief van de Stichting Nationale Boomfeestdag. Sinds 2015 planten familieleden tijdens de jaarlijkse boomplantdag in november bomen om de geboorte van kinderen te vieren of ter herinnering aan stil geboren en overleden kinderen.

## Geschiedenis
In 2007 stelde Staatsbosbeheer grond in het Bentwoud ter beschikking als cadeau ter gelegenheid van het 50-jarig jubileum van de Stichting Nationale Boomfeestdag om daar het Nationaal KinderBomenBos te realiseren.
Op 17 oktober 2009 werd het KinderBomenBos geopend met het aanplanten van twaalf witte abelen in het verder nog kale Bentwoud.
Na de opening is het stil geworden rond het KinderBomenBos. De bomen sloegen niet goed aan en nieuwe bomen werden niet meer aangeplant. Onder andere financiële problemen en de slechte groeiomstandigheden van het gebied waren hier de oorzaken van.
In 2014 zijn werkzaamheden uitgevoerd om een betere groeiplaats voor de bomen te creëren.
In 2015 organiseerde de Stichting Nationale Boomfeestdag de tweede officiële plantdag. Dit keer sloegen de bomen goed aan en vervolgens werd de plantdag een jaarlijks terugkerende gebeurtenis.

## Ontwerp en Inrichting
Het bos is ontworpen door Peter Derksen, landschapsontwerper en directeur van de Stichting Nationale Boomfeestdag. Het bos is 20 hectare groot en bestaat uit vijf cirkelvormige plekken: één Geboortebomenlocatie en vier 'kamers' voor Levensbomen. In de Geboorteboomcirkels planten ouders een haagbeuk om de geboorte van hun kinderen te vieren. Een geboorteboom symboliseert dat ieder nieuw wereldburgertje mag opgroeien in een gezonde groene wereld. In een Levensbomencirkel worden Italiaanse populieren geplant voor stil geboren en overleden kinderen. In deze groene kamer groeien maximaal vijfhonderd individueel herkenbare Levensbomen. Ze bieden de ouders een KinderGedenkplekje om een overleden kind(je) te herdenken.
Vanaf 2022 wordt een gedeelte van de Geboortebomen niet individueel herkenbaar, maar als bos ingeplant.
Centraal in het bos staat een cirkel van twaalf witte abelen. Deze bomen staan symbool voor de twaalf provincies omdat het is een nationaal bos is, voor de twaalf maanden van het jaar en de twaalf sterrenbeelden van kinderen voor wie hier een boom is/wordt geplant.